# Seznam maleb Hieronyma Bosche

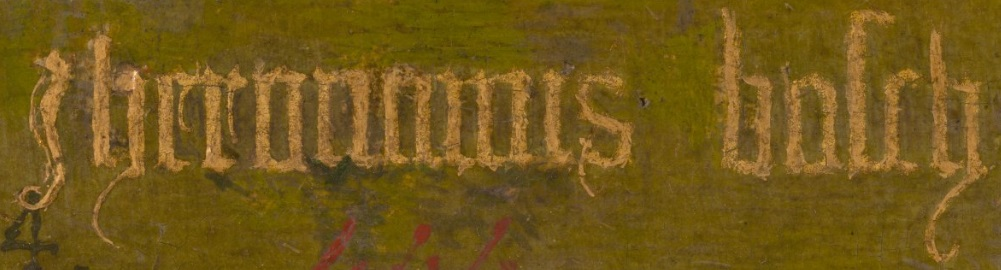
Boschův podpis z triptychu Klanění tří králů. Pouze několik ze zbylých obrazů je podepsáno

Tento článek je seznam maleb Hieronyma Bosche, jako malby, které jsou mu nebo jeho škole připisovány. Boschovy kresby lze vidět na stránce Kresby Hieronyma Bosche. Vzhledem k tomu, že v současné době nelze díla chronologicky seřadit, jsou proto seřazeny abecedně.
Bosch maloval většinou na dubové desky a proto mohla být určena datace děl dendrochronologicky. Avšak musí se počítat s tím, že deska byla nějakou dobu před malbou sušena a nějaká část desky s letokruhy byla odříznuta.
Příklady prací Bosche lze najít v: Rakousku, Belgii, Francii, Německu, Itálii, Nizozemsku, Portugalsku, Španělsku, Velké Británii, a USA.

## Triptychy
| Obraz                       | Detaily | Vnější strana                         |
| --------------------------- | --- | ------------------------------------- |
| Klanění tří králů           | Klanění tří králů cca 1495 Olej na dřevě 138 × 138 cm Museo del Prado, Madrid, Španělsko Vnější panely tvoří jeden obraz, Mše svatého Řehoře, namalován technikou grisaille. | Mše svatého řehoře                    |
| Zahrada pozemských rozkoší  | Zahrada pozemských rozkoší 1503–1504 (Dendr. 1460-1466, 1449-1455 levý panel) Olej na dřevě 220 × 389 cm Museo del Prado, Madrid, Španělsko Vnější panely tvoří jeden obraz, Stvoření světa, namalován technikou grisaille. | Stvoření světa                        |
| Fůra sena (Prado)           | Fůra sena Olej na dřevě 1498–1504 147 × 232 cm (verze v Escorialu) 1510-1516 135 x 190 cm (verze v Pradu) El Escorial, Španělsko (verze 1) Museo del Prado, Madrid, Španělsko (verze 2) Existují dvě verze tohoto triptychu, jedna v El Escorialu, další v Museo del Prado. Obě jsou s největší pravděpodobností kopie ztraceného originálu. Vnější panely tvoří jeden obraz, často označován jako Pouť života. | Pouť života                           |
| Oltářní obraz s poustevníky | Oltářní obraz s poustevníky 1487–1493 Olej na dřevě 86 × 100 cm Palazzo Ducale, Benátky, Itálie |                                       |
| Poslední soud               | Poslední soud 1476–1482 Olej na dřevě 163,7 × 127 cm (střední panel) 167,7 × 60 cm (levé křídlo) 167 × 60 cm (pravé křídlo) Academie für Bildenden Künste, Vídeň, Rakousko Vnější panely zobrazují dva obrazy: Svatý Jakub z Compostely a Svatý Bavo, obě malby v technice grisaille. | Svatý Jakub z Compostely a Svatý Bavo |
| Poslední soud               | Poslední soud (Bruggy) 1480–1486 Olej na dřevě 99,5 × 117,5 cm Groeningemuseum, Bruggy, Belgie Připisován Boschovi a/nebo jeho dílně. Vnější panely tvoří obraz, Korunování trním. | Korunování trním                      |
| Umučení svaté Liberaty      | Oltářní obraz svaté Liberaty 1491–1497 Olej na dřevě 104 × 119 cm Palazzo Ducale, Benátky, Itálie |                                       |
| Pokušení svatého Antonína   | Triptych pokušení svatého Antonína 1495–1501 Olej na dřevě 131,5 × 225 cm Museu Nacional de Arte Antiga, Lisabon, Portugalsko Vnější panely tvoří obrazy: Kristovo zajetí a Veronika, oba v technice grisaille. | Kristovo zajetí a Veronika            |
|                             | Triptych korunování trním 1522–1528 Olej na dřevě 151 × 335 cm Museu de Belles Arts de València, Valencie, Španělsko Přisuzováno následovníkovi Bosche. |                                       |

## Diptychyapolyptychy
| Obraz | Detaily |
| --- | --- |
| Zlý svět · Ďáběl v domě a Ďábel na venkově · Svět po potopě · Ten, kdo bude zatracen a Ten, kdo se zachrání | Diptych (Potopa světa) - Zlý svět - Ďáběl v domě a Ďábel na venkově (na druhé straně) - Svět po potopě - Ten, kdo bude zatracen a Ten, kdo se zachrán (na druhé straně) 1508–1514 Olej na dřevě 69,5 × 35 cm (každý panel) 34,5 cm (průměr tond na opačných stranách) Museum Boijmans Van Beuningen, Rotterdam, Nizozemí |
| Pozemský ráj · Příchod duší do Empyrea · Pád zatracených · Peklo                                            | Polyptych (Vize ze záhrobí) - Pozemský ráj - Příchod duší do Empyrea - Pád zatracených - Peklo 1484–1490 Olej na dřevě 86,5 × 39,5 (každý) Palazzo Ducale, Benátky, Itálie Také znám jako Oltář kardinála Grimaniho. Pravděpodobně součástí většího (čtyři další malby) oltářního obrazu, nyní ztraceno.                 |

## Jednotlivé panely a fragmenty ztracených oltářů

### Život Krista
| Obraz                            | Detaily |
| -------------------------------- | --- |
| Zbožňování dítěte                | Zbožňování dítěte 1532–1538 (kopie ze 's-Hertogenbosche) 1562–1568 Olej na dřevě 66 × 43 cm Wallraf-Richartz Museum, Cologne, Německo Boschovo autorství je sporné, možná kopie originálu. Jiná, širší verze obrazu je v Noordbrabants Museum, 's-Hertogenbosch (zapůjčená od Rijksmuseum, Amsterdam), a další je v Musées royaux des Beaux-Arts de Belgique v Bruselu. |
|                                  | Klanění tří králů Olej na dřevě 71,1 × 56,5 cm Metropolitan Museum of Art, New York, USA Popsán Friedländerem jako "dílo raného období, později považováno za pastiš z 16. století; poté považováno za Boschovo dílo a datováno znova na 70. léta 15. století. Po nedávném odborném zkoumání byl zařazen mezi nejstarší signované Boschovy práce cca 1470–75.           |
| Filadelfské Klanění tří králů    | Klanění tří králů 1493–1499 Olej na dřevě 74 × 54 cm Museum of Art, Filadelfie, USA Předtím pokládáno za raný příklad Boschovy práce. Poslední dendrochronologické datování však ukázalo, že je to práce následovníka z počátku 16. století. |
| Ukřižování                       | Ukřižování 1477–1483 Olej na dřevě 74,7 × 61 cm Royal Museums of Fine Arts of Belgium, Brusel, Belgie Na obraze je klečící donátor. |
| Nesení kříže (Cesta na Kalvárii) | Cesta na Kalvárii (Vídeň) DDN Olej na dřevě 57 × 32 cm Kunsthistorisches Museum, Vídeň, Rakousko Na zadní straně panelu je obraz, Hrající si dítě (průměr tonda 28 cm). |
| Nesení kříže                     | Nesení kříže (Gent) DDN Olej na dřevě 74 × 81 cm Museum voor Schone Kunsten, Gent, Belgie Boschovo autorství je sporné. |
| Cesta na Kalvárii                | Cesta na Kalvárii (Madrid) 1492–1498 Olej na dřevě 150 × 94 cm Palacio Real, Madrid, Španělsko |
| Korunování trním                 | Korunování trním (Londýn) 1479–1485 Olej na dřevě 73 × 59 cm National Gallery, Londýn, Velká Británie |
| Korunování trním                 | Korunování trním (Escorial) 1527–1533 Olej na dřevě 165 × 195 cm El Escorial, Španělsko Autorství je přisuzování následovníkovi Bosche. |
| Ecce Homo                        | Ecce Homo (Filadelfie) 1557–1563 Olej na dřevě 52 × 54 cm Museum of Art, Filadelfie, USA Dříve přisuzováno Boschovi. Dendrochronologická analýza ukázala, že je to práce následovníka z pozdního 16. století. |
| Ecce Homo                        | Ecce Homo (Frankfurt) 1470–1476 Olej na dřevě 71 × 61 cm Städel Museum, Frankfurt, Německo Na obraze jsou nápisy. Pilát: „Ecce homo“ (Ejhle člověk); dav: „Crucifige eu[m]“ (Ukřižujte ho); řeholnící: „Salva nos Christe redemptor“ (Vysvoboď nás, Kriste Vykupiteli). Řeholníci v levém dolním rohu byli později přemalováni, dnes jsou restaurováni.                 |
| Svatba v Káni Galilejské         | Svatba v Káni Galilejské 1555–1561 Olej na dřevě 93 × 72 cm Museum Boijmans Van Beuningen, Rotterdam, Nizozemí Existuje několik verzí toho obrazu. Nicméně, žádný není datován do období Boschova života. |

### Svatí
| Obraz                         | Detaily |
| ----------------------------- | --- |
| Svatý Kryštof                 | Svatý Kryštof 1490–1496 Olej na dřevě 113 × 71,5 cm Museum Boijmans Van Beuningen, Rotterdam, Nizozemí Svatý Kryštof nese na zádech Ježíška. |
| Svatý Jeroným na Modlitbách   | Svatý Jeroným na Modlitbách 1476–1482 Olej na dřevě 77 × 59 cm Museum voor Schone Kunsten, Gent, Belgie |
| Svatý Jan Křtitel rozjímající | Svatý Jan Křtitel rozjímající 1474–1480 Olej na dřevě 48,5 × 40 cm Museo Lázaro Galdiano, Madrid, Španělsko |
| Svatý Jan na Patmu            | Svatý Jan na Patmu 1489–1495 Olej na dřevě 63 × 43,3 cm Gemäldegalerie, Berlín, Německo Na zadní straně panelu jsou dvě tonda, jedno v druhém (průměr 39 cm): Příběhy Kristova utrpení (vnější kruh) a Pelikán se svými mláďaty (vnitřní kruh). |
| Pokušení svatého Antonína     | Pokušení svatého Antonína 1462–1468 Olej na dřevě 70 × 51 cm Museo del Prado, Madrid, Španělsko Boschovo autorství je sporné. |

### Ostatní díla
| Obraz                        | Detaily |
| ---------------------------- | --- |
| Alegorie rozkoší             | Alegorie rozkoší 1485–1491 Olej na dřevě 35,8 × 32 cm Yale University Art Gallery, New Haven, USA Fragment ztraceného triptychu, který zahrnoval Loď bláznů (Alegorie by byla spodní částí vnějšího křídla) a Lakomcova smrt (jiné vnější křídlo). |
| Kejklíř                      | Kejklíř 1496–1502 Olej na dřevě 53 × 65 cm Musée Municipal, Saint-Germain-en-Laye, Francie Pravděpodobně kopie originálu. |
| Lakomcova smrt               | Lakomcova smrt 1488–1494 Olej na dřevě 92,6 × 30,8 cm National Gallery of Art, Washington, D.C., USA Vnější křídlo ztraceného triptychu. Jiné vnější křídlo zahrnovalo Loď bláznů (vrch) a Alegorie rozkoší (spodek). |
| Smrt člověka nespravedlivého | Smrt člověka nespravedlivého Olej na dřevě 34,6 × 21,2 cm Private collection, New York, USA Pravděpodobně kopie fragmentu pravého křídla ztraceného triptychu Poslední soud, který zahrnoval levé křídlo Smrt spravedlivého člověka a střední panel Poslední soud. |
| Léčení bláznovství           | Léčení bláznovství 1488–1494 Olej na dřevě 48 × 35 cm Museo del Prado, Madrid, Španělsko Také známý jako Těžba kamene šílenství. Nápis gotickým písmem zní: Meester snijt die keye ras Mijne name Is lubbert das V překladu Mistře, vyndej ven kameny (šílenství), jmenuji se Lubbert das (podobně jako v Čechách hloupý Honza, doslovně vykleštěný jezevčík, označení prosťáčka, kterého každý podvede). |
| Hlava střelce z kuše         | Hlava střelce z kuše Olej na dřevě 28 × 20 cm Museo del Prado, Madrid, Španělsko Fragment Korunování trním následovníka Bosche. |
| Hlava ženy                   | Hlava ženy Olej na dřevě 13 × 5 cm Museum Boijmans Van Beuningen, Rotterdam, Nizozemí Fragment. Autor je nejistý. |
| The Last Judgment (fragment) | Poslední soud (fragment) 1442–1448 Olej na dřevě 60 × 114 cm Alte Pinakothek, Mnichov, Německo Fragment ztraceného triptychu. Boschovo autorství je sporné. |
| Sedm smrtelných hříchů       | Sedm smrtelných hříchů DDN Olej na dřevě 120 × 150 cm Museo del Prado, Madrid, Španělsko Obraz obsahuje tonda Smrt, Poslední soud, Peklo a Ráj. |
| Loď bláznů                   | Loď bláznů 1485–1491 Olej na dřevě 58 × 33 cm Louvre, Paříž, Francie Fragment ztraceného triptychu, který obsahoval Alegorie rozkoší (Což je spodní část křídla Loď bláznů) a Lakomcova smrt (jiné vnější křídlo). |
| Marnotratný syn              | Marnotratný syn 1487–1493 Olej na dřevě 71,5 cm (průměr) Museum Boijmans Van Beuningen, Rotterdam, Nizozemí Jedná se o vnější panel ztraceného triptychu. Je znám také pod názvem Poutník |